# Aarhus Havnebad
Aarhus Havnebad er et offentligt badeanlæg i Aarhus Havn. Anlægget, der også blot kaldes Havnebadet, ligger i bassin 7 på Aarhus Ø. Havnebadet kan rumme 650 badegæster.
Det 2.600 m2 store Aarhus Havnebad består af et 50 meter bassin (2,5 meter dybt), et børnebassin med skrå bund (0,3 meter dybt), et bassin til juniorer (0,9 meter dybt) og et springbassin (4 meter dybt) med udspringsplatform. Derudover rummer badeanlægget blandt andet to saunaer til henholdsvis damer og herrer, fire toiletter samt et handicaptoilet og udendørsbrusere.
Rundt langs kanten af havnebadet et niveau over bassinerne er et promenadedæk, som er åbent døgnet rundt hele året. Om sommeren (1. juni til 31. august) er der adgang til alle bassiner, omklædning, toiletter samt udendørsbrusere mandag-søndag kl. 10.00-18.00. Fra 1. september til 31. maj er der kun adgang til springbassinet, saunaer, omklædning og toiletter lørdage og søndage kl. 08.00-12.00. I åbningstiden er der livreddere til stede. Efter ønske fra Tryg Fonden indførtes i sommeren 2019 af sikkerhedshensyn en begrænsning på maksimalt 350 badegæster i bassinområdet.
Havnebadet blev til takket været en donation på 40 millioner kroner fra Købmand Herman Sallings Fond. Badeanlægget er tegnet af Bjarke Ingels Group (BIG) i samarbejde med Gehl Architects, Kilden og Mortensen, CASA og Moe. Opførslen har Aarhus Kommune stået for, og har desuden selv brugt 18,6 millioner kroner på at sikre badevandskvaliteten og beskytte selve havnebadet mod vind og bølger ved at etablere en spunsvægs-konstruktion omkring havnebadet.
Spunsvæggen var ikke oprindeligt en del af havnebadets konstruktion, men det viste sig, at bølgerne i bassin 7 til tider bliver så store, at havnebadet ikke ville kunne holde til det. Bølgerne er ligeledes en af grundene til, at en separat sektion med en kunstig strand, som var en del af havnebadets oprindelige design, først kom på plads i bassin 7 i marts 2022.

## Galleri
- Springbassinet
- God plads til solbadning
- Havnebadet set fra kajen
- 50 meter bassinet
- Havnebadet med byggeriet AARhus i baggrunden, der ligeledes er tegnet af Bjarke Ingels.